# Mehdi Carcela-González
Mehdi Carcela-González (Liegi, 1º luglio 1989) è un ex calciatore belga naturalizzato marocchino, di ruolo centrocampista.

## Biografia
Nato da padre spagnolo e madre marocchina, possiede la nazionalità spagnola.

## Caratteristiche tecniche
Nel 2010 è stato inserito nella lista dei migliori calciatori nati dopo il 1989 stilata da Don Balón.

## Carriera
Il 30 agosto 2011 viene acquistato dai russi dell'Anži per la cifra di 9,1 milioni di euro con un contratto quadriennale da 4,2 milioni annui e con una clausola rescissoria di 40 milioni. Il 1º settembre 2013 è tornato in patria, dopo essere stato riacquistato dallo Standard Liegi, in cambio di € 1 milione. Il 13 giugno 2015 passa al Benfica per € 2,5 milioni, con cui firma un contratto quadriennale.

## Statistiche

### Presenze e reti nei club
Statistiche aggiornate al 6 febbraio 2021.
| Stagione              | Squadra               | Campionato            | Campionato | Campionato | Coppe nazionali | Coppe nazionali | Coppe nazionali | Coppe continentali | Coppe continentali | Coppe continentali | Altre coppe | Altre coppe | Altre coppe | Totale | Totale | Totale |
| Stagione              | Squadra               | Comp                  | Pres       | Reti       | Comp            | Pres            | Reti            | Comp               | Pres               | Reti               | Comp        | Pres        | Reti        | Pres   | Reti   |        |
| --------------------- | --------------------- | --------------------- | ---------- | ---------- | --------------- | --------------- | --------------- | ------------------ | ------------------ | ------------------ | ----------- | ----------- | ----------- | ------ | ------ | ------ |
| 2008-2009             | Standard Liegi        | D1                    | 12+1       | 0          | CB              | 0               | 0               | UCL+CU             | 0+2                | 0                  | SB          | 0           | 0           | 15     | 0      |        |
| 2009-2010             | Standard Liegi        | D1                    | 27+5       | 5          | CB              | 2               | 0               | UCL+UEL            | 5+5                | 0                  | SB          | 1           | 0           | 45     | 5      |        |
| 2010-2011             | Standard Liegi        | D1                    | 30+8       | 10+3       | CB              | 6               | 1               | -                  | -                  | -                  | -           | -           | -           | 44     | 14     |        |
| 2011-2012             | Anži                  | PL                    | 8          | 0          | KR              | 0               | 0               | -                  | -                  | -                  | -           | -           | -           | 8      | 0      |        |
| 2012-2013             | Anži                  | PL                    | 20         | 1          | KR              | 2               | 0               | UEL                | 14                 | 1                  | -           | -           | -           | 36     | 2      |        |
| ago. 2013             | Anži                  | PL                    | 3          | 0          | KR              | -               | -               | UEL                | -                  | -                  | -           | -           | -           | 3      | 0      |        |
| Totale Anži           | Totale Anži           | Totale Anži           | 31         | 1          |                 | 2               | 0               |                    | 14                 | 1                  |             | -           | -           | 47     | 2      |        |
| ago. 2013-2014        | Standard Liegi        | D1                    | 16+9       | 1+2        | CB              | 2               | 0               | UEL                | 3                  | 0                  | -           | -           | -           | 30     | 3      |        |
| 2014-2015             | Standard Liegi        | D1                    | 11+9       | 3          | CB              | 0               | 0               | UCL+UEL            | 2+1                | 0                  | -           | -           | -           | 23     | 3      |        |
| 2015-2016             | Benfica               | PL                    | 20         | 2          | CP+CdL          | 1+4             | 1+0             | UCL                | 4                  | 0                  | SP          | 0           | 0           | 29     | 3      |        |
| 2016-2017             | Granada               | PD                    | 22         | 5          | CR              | 2               | 0               | -                  | -                  | -                  | -           | -           | -           | 24     | 5      |        |
| 2017-gen. 2018        | Olympiacos            | SL                    | 6          | 0          | CG              | 2               | 0               | UCL                | 8                  | 1                  | -           | -           | -           | 16     | 1      |        |
| gen.-giu. 2018        | Standard Liegi        | D1                    | 6+10       | 2+3        | CB              | 2               | 0               | -                  | -                  | -                  | -           | -           | -           | 18     | 5      |        |
| 2018-2019             | Standard Liegi        | D1                    | 28+9       | 4+1        | CB              | 1               | 0               | UCL+UEL            | 2+6                | 1+1                | SB          | 0           | 0           | 46     | 7      |        |
| 2019-2020             | Standard Liegi        | D1                    | 26         | 3          | CB              | 2               | 0               | UEL                | 6                  | 0                  | -           | -           | -           | 34     | 3      |        |
| 2020-2021             | Standard Liegi        | D1                    | 27         | 2          | CB              | 4               | 0               | UEL                | 7                  | 0                  | -           | -           | -           | 38     | 2      |        |
| 2021-2022             | Standard Liegi        | D1                    | 23         | 1          | CB              | 3               | 0               | -                  | -                  | -                  | -           | -           | -           | 26     | 1      |        |
| Totale Standard Liegi | Totale Standard Liegi | Totale Standard Liegi | 206+51     | 31+9       |                 | 22              | 1               |                    | 39                 | 2                  |             | 1           | 0           | 319    | 43     |        |
| Totale carriera       | Totale carriera       | Totale carriera       | 336        | 48         |                 | 33              | 2               |                    | 65                 | 4                  |             | 1           | 0           | 435    | 54     |        |

### Cronologia presenze e reti in nazionale
| Cronologia completa delle presenze e delle reti in nazionale ― Belgio | Cronologia completa delle presenze e delle reti in nazionale ― Belgio | Cronologia completa delle presenze e delle reti in nazionale ― Belgio | Cronologia completa delle presenze e delle reti in nazionale ― Belgio | Cronologia completa delle presenze e delle reti in nazionale ― Belgio | Cronologia completa delle presenze e delle reti in nazionale ― Belgio | Cronologia completa delle presenze e delle reti in nazionale ― Belgio | Cronologia completa delle presenze e delle reti in nazionale ― Belgio |
| Data                                                                  | Città                                                                 | In casa                                                               | Risultato                                                             | Ospiti                                                                | Competizione                                                          | Reti                                                                  | Note                                                                  |
| --------------------------------------------------------------------- | --------------------------------------------------------------------- | --------------------------------------------------------------------- | --------------------------------------------------------------------- | --------------------------------------------------------------------- | --------------------------------------------------------------------- | --------------------------------------------------------------------- | --------------------------------------------------------------------- |
| 17-11-2009                                                            | Bruxelles                                                             | Belgio                                                                | 2 – 0                                                                 | Qatar                                                                 | Amichevole                                                            | -                                                                     | 62’                                                                   |
| 3-3-2010                                                              | Bruxelles                                                             | Belgio                                                                | 0 – 1                                                                 | Croazia                                                               | Amichevole                                                            | -                                                                     | 71’                                                                   |
| Totale                                                                |                                                                       | Presenze                                                              | 2                                                                     |                                                                       | Reti                                                                  | 0                                                                     |                                                                       |

| Cronologia completa delle presenze e delle reti in nazionale ― Marocco | Cronologia completa delle presenze e delle reti in nazionale ― Marocco | Cronologia completa delle presenze e delle reti in nazionale ― Marocco | Cronologia completa delle presenze e delle reti in nazionale ― Marocco | Cronologia completa delle presenze e delle reti in nazionale ― Marocco | Cronologia completa delle presenze e delle reti in nazionale ― Marocco | Cronologia completa delle presenze e delle reti in nazionale ― Marocco | Cronologia completa delle presenze e delle reti in nazionale ― Marocco |
| Data                                                                   | Città                                                                  | In casa                                                                | Risultato                                                              | Ospiti                                                                 | Competizione                                                           | Reti                                                                   | Note                                                                   |
| ---------------------------------------------------------------------- | ---------------------------------------------------------------------- | ---------------------------------------------------------------------- | ---------------------------------------------------------------------- | ---------------------------------------------------------------------- | ---------------------------------------------------------------------- | ---------------------------------------------------------------------- | ---------------------------------------------------------------------- |
| 9-2-2011                                                               | Marrakech                                                              | Marocco                                                                | 3 – 0                                                                  | Niger                                                                  | Amichevole                                                             | -                                                                      | 46’                                                                    |
| 11-11-2011                                                             | Marrakech                                                              | Marocco                                                                | 0 – 1                                                                  | Uganda                                                                 | Amichevole                                                             | -                                                                      | 67’                                                                    |
| 13-11-2011                                                             | Marrakech                                                              | Marocco                                                                | 1 – 1 (2 – 4 dtr)                                                      | Camerun                                                                | Amichevole                                                             | -                                                                      | 46’                                                                    |
| 27-1-2012                                                              | Libreville                                                             | Gabon                                                                  | 3 – 2                                                                  | Marocco                                                                | Coppa d'Africa 2012 - 1º turno                                         | -                                                                      | 67’                                                                    |
| 31-1-2012                                                              | Libreville                                                             | Niger                                                                  | 0 – 1                                                                  | Marocco                                                                | Coppa d'Africa 2012 - 1º turno                                         | -                                                                      | 64’                                                                    |
| 29-2-2012                                                              | Marrakech                                                              | Marocco                                                                | 2 – 0                                                                  | Burkina Faso                                                           | Amichevole                                                             | -                                                                      | 61’                                                                    |
| 14-11-2012                                                             | Casablanca                                                             | Marocco                                                                | 0 – 1                                                                  | Togo                                                                   | Amichevole                                                             | -                                                                      | 46’                                                                    |
| 23-5-2014                                                              | Faro                                                                   | Mozambico                                                              | 0 – 4                                                                  | Marocco                                                                | Amichevole                                                             | -                                                                      | 64’                                                                    |
| 28-5-2014                                                              | Algarve                                                                | Angola                                                                 | 2 – 0                                                                  | Marocco                                                                | Amichevole                                                             | -                                                                      | 78’                                                                    |
| 6-6-2014                                                               | Mosca                                                                  | Russia                                                                 | 2 – 0                                                                  | Marocco                                                                | Amichevole                                                             | -                                                                      | 61’                                                                    |
| 27-5-2016                                                              | Tangeri                                                                | Marocco                                                                | 2 – 0                                                                  | Rep. del Congo                                                         | Amichevole                                                             | -                                                                      | 46’                                                                    |
| 11-10-2016                                                             | Marrakech                                                              | Marocco                                                                | 4 – 0                                                                  | Canada                                                                 | Amichevole                                                             | 1                                                                      | 67’                                                                    |
| 12-11-2016                                                             | Marrakech                                                              | Marocco                                                                | 0 – 0                                                                  | Costa d'Avorio                                                         | Qual. Mondiali 2018                                                    | -                                                                      | 62’                                                                    |
| 15-11-2016                                                             | Marrakech                                                              | Marocco                                                                | 2 – 1                                                                  | Togo                                                                   | Amichevole                                                             | -                                                                      | 60’ 81’                                                                |
| 9-1-2017                                                               | Al-Ayn                                                                 | Marocco                                                                | 0 – 1                                                                  | Finlandia                                                              | Amichevole                                                             | -                                                                      | 46’                                                                    |
| 16-1-2017                                                              | Oyem                                                                   | RD del Congo                                                           | 1 – 0                                                                  | Marocco                                                                | Coppa d'Africa 2017 - 1º turno                                         | -                                                                      | 78’                                                                    |
| 28-3-2017                                                              | Marrakech                                                              | Marocco                                                                | 1 – 0                                                                  | Tunisia                                                                | Amichevole                                                             | -                                                                      | 26’                                                                    |
| 31-5-2017                                                              | Marrakech                                                              | Marocco                                                                | 1 – 2                                                                  | Paesi Bassi                                                            | Amichevole                                                             | -                                                                      | 60’                                                                    |
| 10-6-2017                                                              | Yaoundé                                                                | Camerun                                                                | 1 – 0                                                                  | Marocco                                                                | Qual. Coppa d'Africa 2019                                              | -                                                                      | 70’                                                                    |
| 5-9-2017                                                               | Bamako                                                                 | Mali                                                                   | 0 – 0                                                                  | Marocco                                                                | Qual. Mondiali 2018                                                    | -                                                                      | 82’                                                                    |
| 4-6-2018                                                               | Ginevra                                                                | Slovacchia                                                             | 1 – 2                                                                  | Marocco                                                                | Amichevole                                                             | -                                                                      | 75’                                                                    |
| 20-6-2018                                                              | Mosca                                                                  | Portogallo                                                             | 1 – 0                                                                  | Marocco                                                                | Mondiali 2018 - 1º turno                                               | -                                                                      | 75’                                                                    |
| 6-9-2019                                                               | Marrakech                                                              | Marocco                                                                | 1 – 1                                                                  | Burkina Faso                                                           | Amichevole                                                             | -                                                                      | 69’                                                                    |
| 10-9-2019                                                              | Marrakech                                                              | Marocco                                                                | 1 – 0                                                                  | Niger                                                                  | Amichevole                                                             | -                                                                      | 67’                                                                    |
| 11-10-2019                                                             | Oujda                                                                  | Marocco                                                                | 1 – 1                                                                  | Libia                                                                  | Amichevole                                                             | -                                                                      | 68’                                                                    |
| 15-10-2019                                                             | Tangeri                                                                | Marocco                                                                | 2 – 3                                                                  | Gabon                                                                  | Amichevole                                                             | -                                                                      | 46’                                                                    |
| Totale                                                                 |                                                                        | Presenze                                                               | 26                                                                     |                                                                        | Reti                                                                   | 1                                                                      |                                                                        |

## Palmarès

### Club

#### Competizioni nazionali
- Supercoppa del Belgio: 2

Standard Liegi: 2008, 2009
- Campionato belga: 1

Standard Liegi: 2008-2009
- Coppa del Belgio: 2

Standard Liegi: 2010-2011, 2017-2018
- Campionato portoghese: 1

Benfica: 2015-2016
- Coppa di Lega portoghese: 1

Benfica: 2015-2016